# ادوارد آندرئاسیان
اداورد آندرئاسیان (ارمنی: Էդվարդ Անդրեասյան؛ زادهٔ ۲۱ آوریل ۱۹۷۳ در آرماویر) سیاست‌مدار اهل ارمنستان است؛ که از تاریخ ۱۴ ژانویه ۲۰۱۹ نماینده دوره هفتم مجلس ملی جمهوری ارمنستان از حوزه انتخابیه استان آرماویر می‌باشد. وی فارغ‌التحصیل دانشگاه ملی معماری و شهرسازی ارمنستان می‌باشد. میناسیان عضو حزب ارمنستان روشن می‌باشد